# 虛無僧

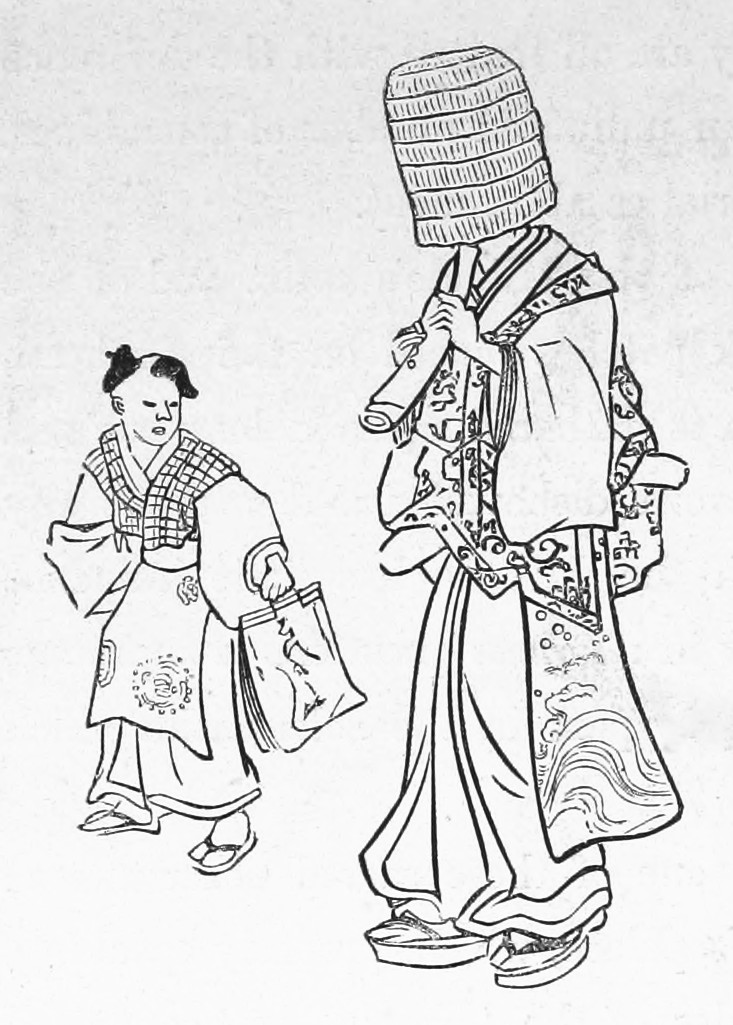
虛無僧

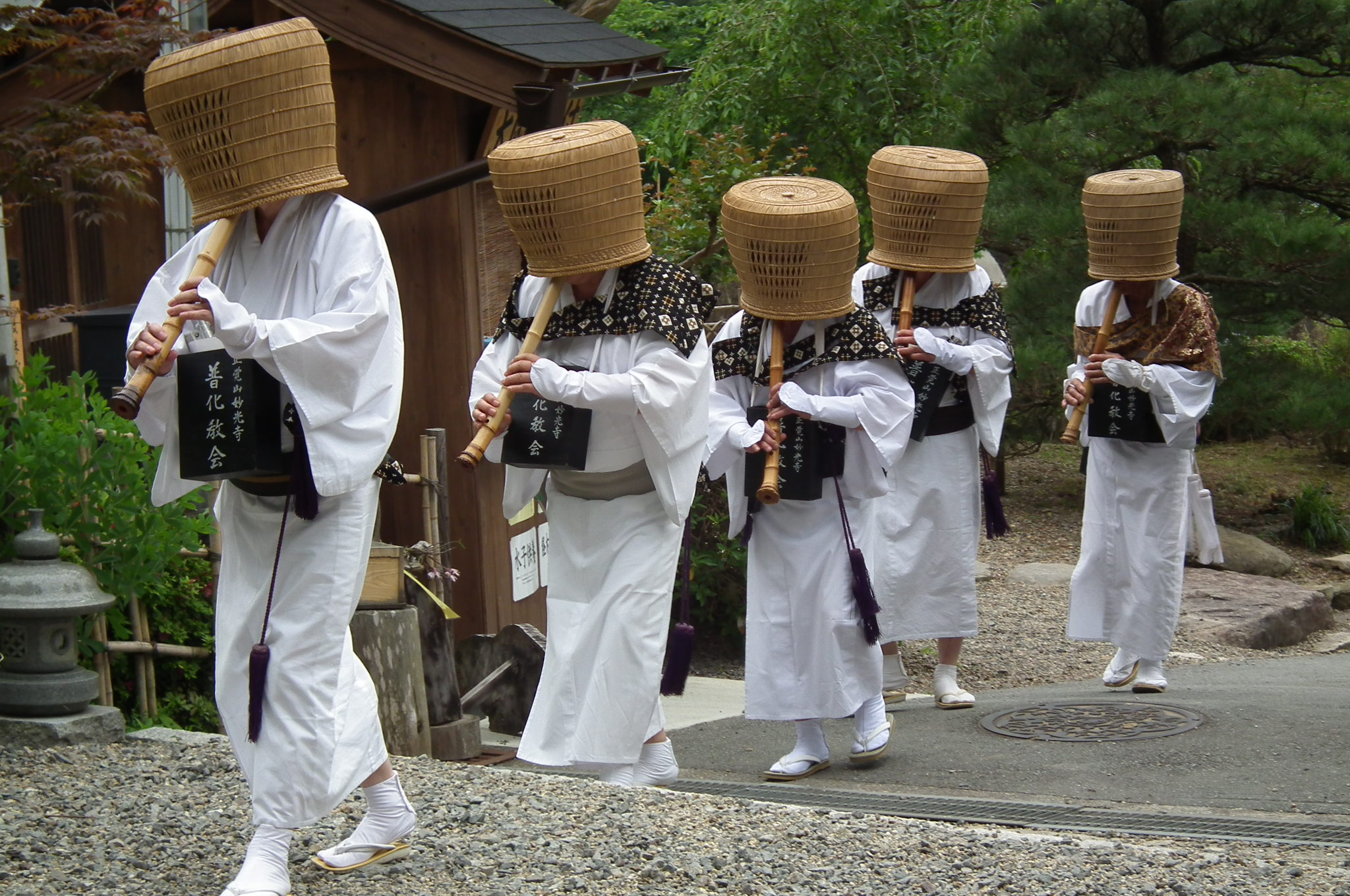
現在的虛無僧（大國寺）

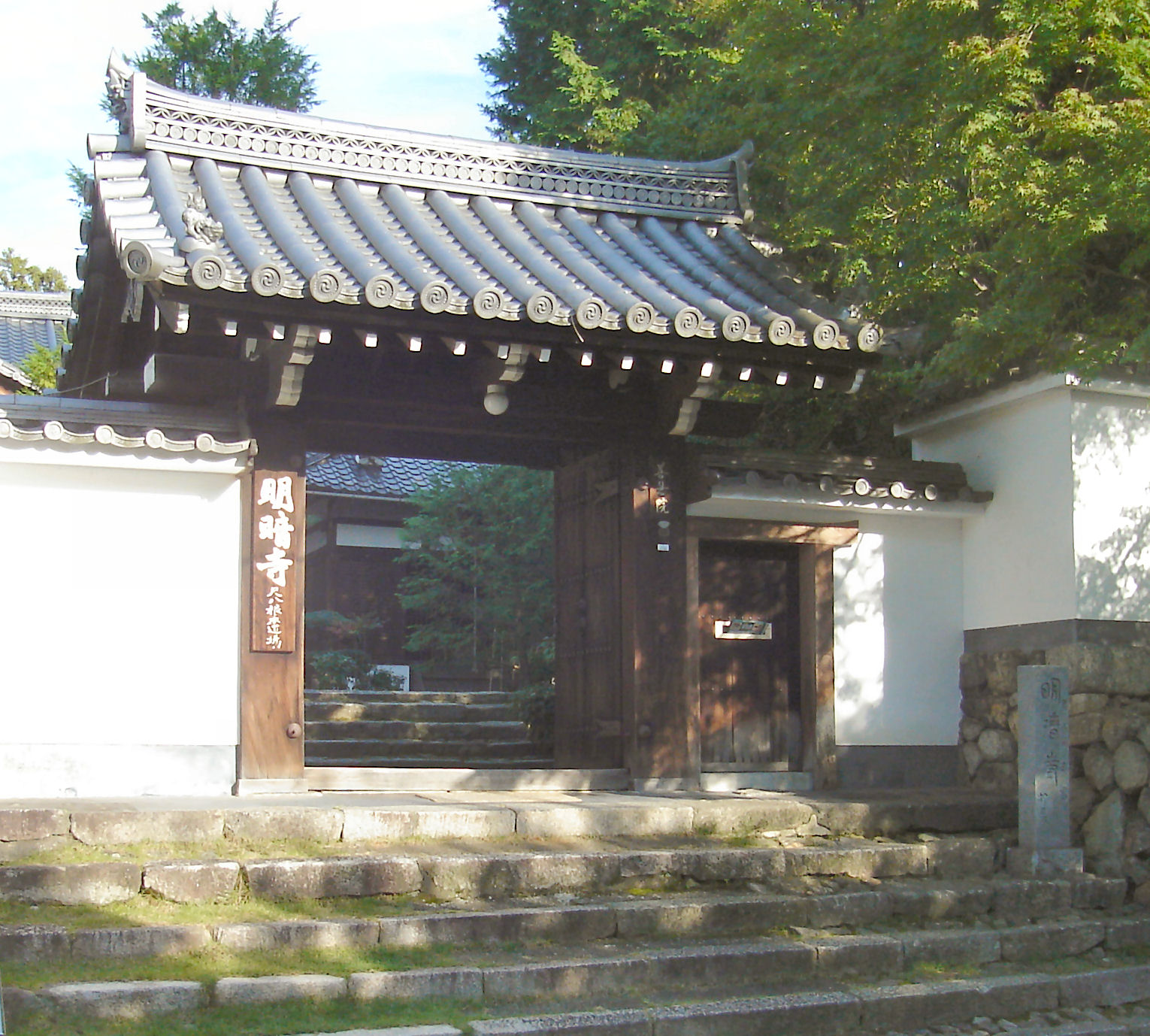
尺八根本道場、明暗寺

虛無僧（こむそう）是日本是禪宗之一派普化宗，吹尺八在諸國行腳、不剃髪半僧半俗之僧。

## 概要
虛無僧的裝束原本只是普通的編笠和白衣，但是，江戶時代之後，德川幕府規定托鉢之際，需穿藍色或灰色的無紋衣服、腰袋內配備樂器尺八、頭戴稱作「天蓋」的深編笠。幕府也給予自由行旅的特權，所以，江戶時代中期以降，遊蕩無賴之徒假冒虛無僧橫行於世。遂制定法律規範。
1871年（明治4年），明治政府發布太政官布告，廢止普化宗，虛無僧喪失僧侶的資格，編入民籍。虛無僧寺的下總一月寺、武藏鈴法寺、京都明暗寺等也全部廢寺。1888年（明治21年），在京都東福寺塔頭之一的善慧院設立明暗協會，恢復虛無僧行腳。1950年（昭和25年），明暗寺復興。